# Trigonella falcata
Trigonella falcata es una especie de leguminosa de la familia Fabaceae. Solo se la halla en Yemen. Sus habitats naturales son bosques subtropicales o tropicales secos, y áreas rocosas.